# 菖蒲城

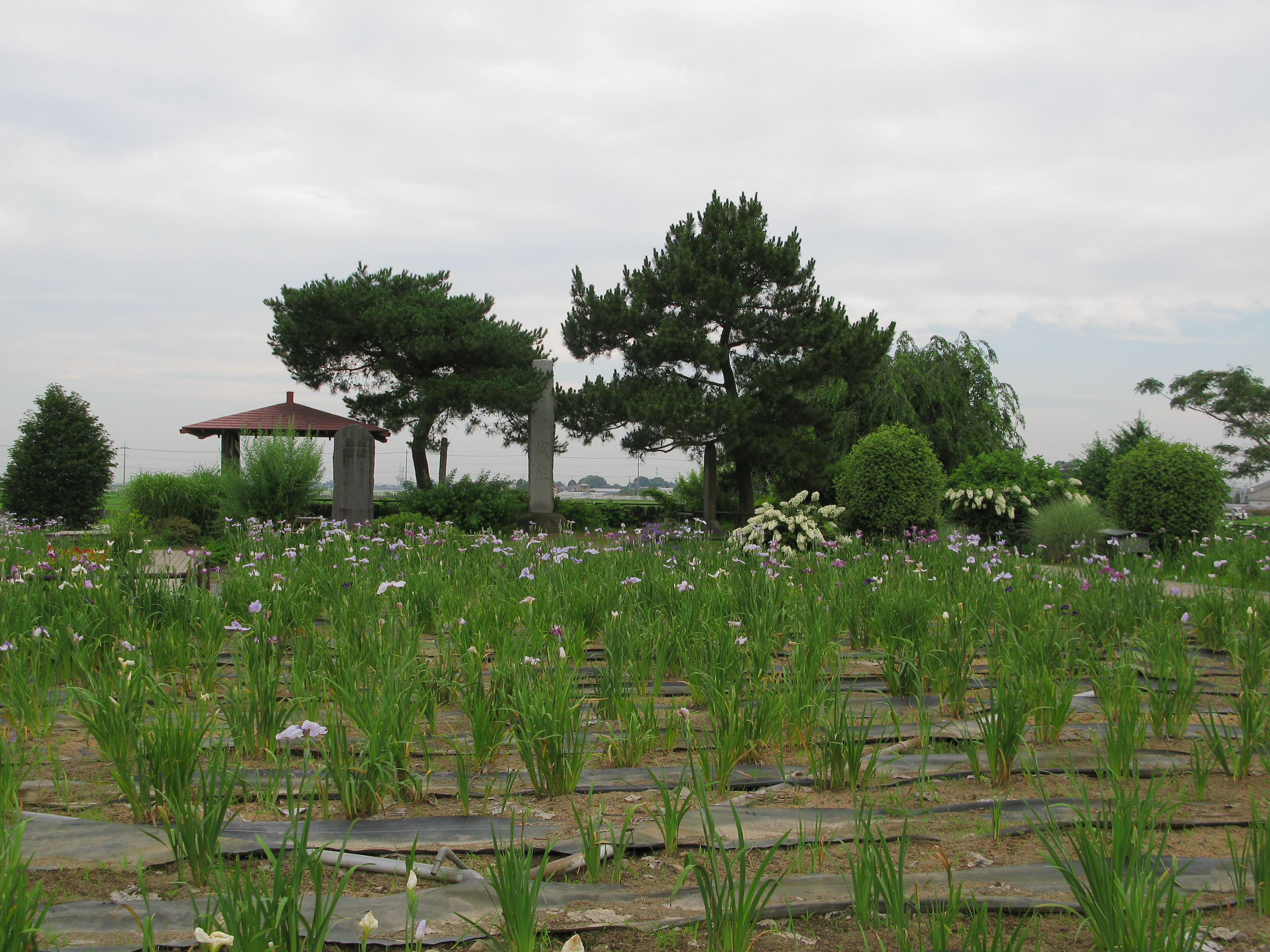
菖蒲城址（2011年6月）

菖蒲城（しょうぶじょう）は、埼玉県久喜市菖蒲町新堀（武蔵国埼玉郡新堀村）にあった日本の城。古河公方足利成氏が、康正2年（1456年）に金田式部則綱に命じて築城させた。城の竣工が5月5日の菖蒲の節句にであったために命名された。天正18年（1590年）小田原征伐ののち廃城となり、以降は徳川家康に仕えた内藤正成が栢間陣屋（現在の久喜市菖蒲町下栢間）を構えて5700石を知行し、上級旗本として14代、幕末まで同地を治めた。

## 歴史・沿革
享徳4年（1455年）6月、足利成氏が室町幕府および管領上杉氏との抗争の過程で、鎌倉より古河へと転戦する際に「武州少府」に一時逗留した旨の記述があり、この「少府」を「菖蒲」の地に比定する説も有力。城主の金田氏は菖蒲佐々木氏ともいわれ、近江国佐々木氏の末裔されるが詳細は不明。初代の金田則綱は古河公方足利成氏の家臣となり、氏綱、顕綱、定綱、頼綱と続き、6代秀綱の時に忍城主成田氏長に属し、豊臣秀吉の関東侵攻により廃城。その後子孫は帰農し大塚姓を称した。金田氏の墓所は曹洞宗久林山永昌寺にある。

## 考古資料

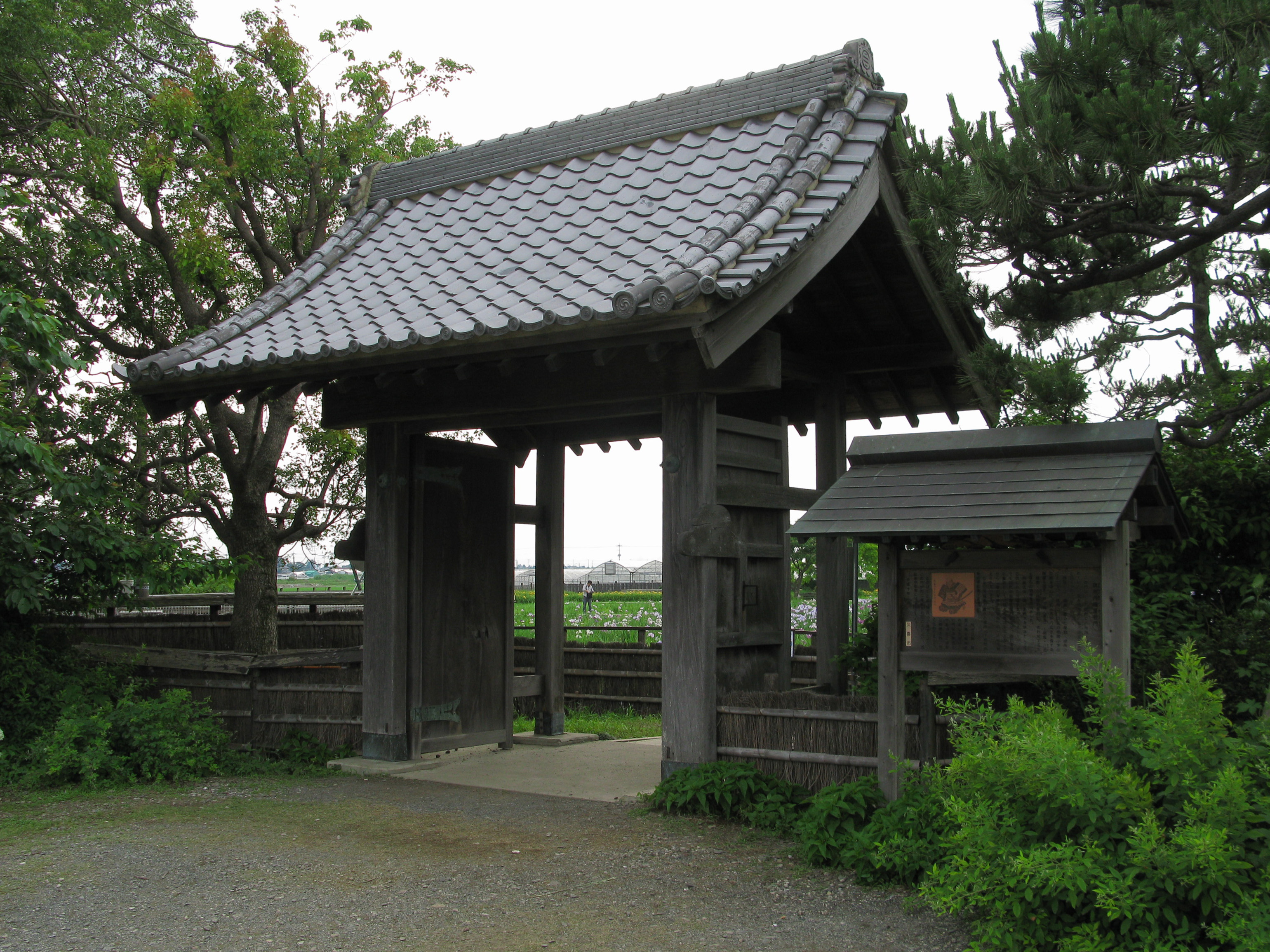
旗本内藤家栢間陣屋裏門（2011年6月）

### 遺構
菖蒲園の入り口には旗本内藤家栢間陣屋裏門が1998年に移築されている。明治政府により陣屋は破却されたが、裏門は領内の名主だった三須家に引き取られていた。
現在は遺構は残っていないが、1996年にバス停建設による埼玉県道12号川越栗橋線の拡幅工事前の発掘調査が実施され、平安時代の竪穴建物跡や中世の堀と土塁状の遺構が出土。

### 遺物
上記発掘調査により、14世紀の常滑産の甕や板碑（延文6年・1361年銘を含む）、16世紀の石臼や石硯、鉄砲の弾丸、大量の土器、陶磁器、永楽通宝などの古銭が出土した。

## ギャラリー

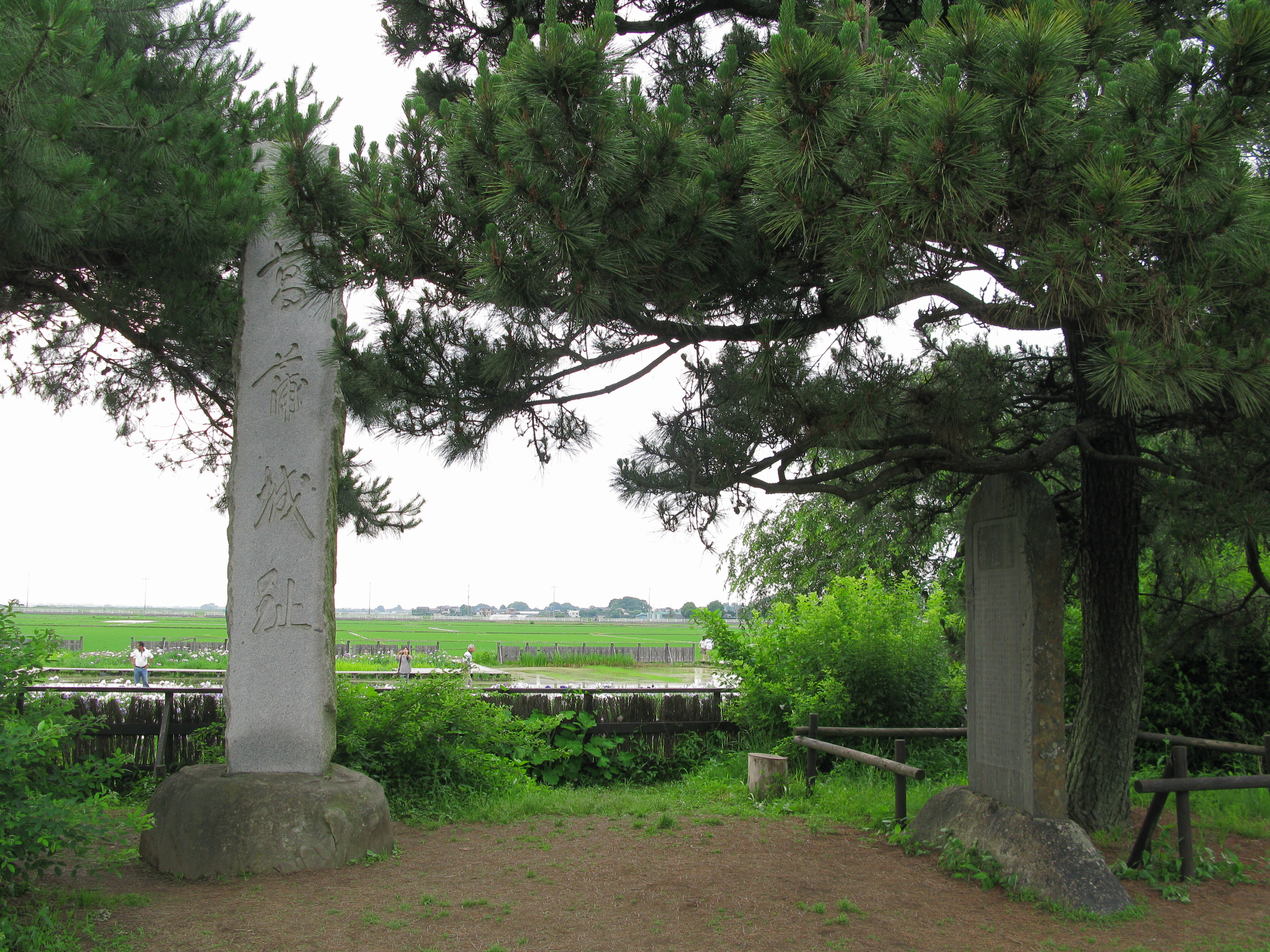
菖蒲城址の石碑

## 観光

### アクセス
- 東日本旅客鉄道（JR東日本）高崎線「桶川駅」東口から朝日バス菖蒲車庫行きに乗車、「新堀」下車
- 東北自動車道久喜ICから車で約15分

### 周辺
- 城址には菖蒲園があり、35,000株の菖蒲が植えられている。

## 文献
- 埼玉県埋蔵文化財調査事業団報告書　第232集　南埼玉郡　菖蒲町　『菖蒲城』　主要地方道川越栗橋線関係埋蔵文化財発掘調査報告　1999年